# It Doesn't Have to Be
«It Doesn't Have to Be» es el quinto disco sencillo publicado del grupo inglés de música electrónica Erasure, lanzado en 1987.
It Doesn't Have to Be es una canción compuesta por Vince Clarke y Andy Bell.

## Descripción
It Doesn't Have to Be fue el segundo sencillo adelanto del álbum The Circus. Tras la explosión generada por "Sometimes", Erasure aprovecha el envión y coloca este sencillo en el puesto 12 en el ranking británico y el número 16 en Alemania.
La canción trata sobre el apartheid.

## Lista de temas
| CD Sencillo (CDMUTE56) / (INT 826.771) 1. «It Doesn't Have To Be» 3:41 2. «In The Hall Of The Mountain King» 2:31 3. «It Doesn't Have To Be» (Boop Oopa Doo Mix) 7:12 4. «Who Needs Love Like That» 7:31 CD Sencillo (Special Edition) (CDMUTE56) / (MUTE IRS 977.777) 1. «It Doesn't Have To Be» 3:41 2. «Sometimes» 3:37 3. «Oh L'Amour» 3:04 4. «Heavenly Action» 3:20 5. «Who Needs Love Like That» 3:03 6. «Gimme! Gimme! Gimme!» (Remix) 4:50 7. «In The Hall Of The Mountain King» 2:31 12" Vinilo Sencillo (12MUTE56) / (INT 126.858) - A1 «It Doesn't Have To Be» (Boop Oopa Doo Mix) 7:12 - B1 «Who Needs Love Like That» (Betty Boop Mix) 7:31 - B2 «In The Hall Of The Mountain King» 2:31 | 12" Vinilo Sencillo (L12MUTE56) / (INT 126.859) - A1 «It Doesn't Have To Be» (Cement Mix) 5:21 - B1 «Heavenly Action» (Holger Hiller Mix) 4:28 - B2 «In The Hall Of The Mountain King» (New Version) 2:58 7" Vinilo Sencillo (MUTE56) / (INT 111.845) - A «It Doesn't Have To Be» 3:41 - B «In The Hall Of The Mountain King» 2:31 7" Vinilo Sencillo x 2 (DMUTE56) - A «It Doesn't Have To Be» 3:41 - B «In The Hall Of The Mountain King» 2:31 - A «Sometimes» 3:37 - B «Sexuality» (Sencillo Mix) |

## Créditos
In the Hall of the Mountain King fue el lado B estándar de este sencillo. Este tema es un fragmento de música incidental, opus 23, compuesto por Edvard Grieg para la obra de Henrik Ibsen Peer Gynt, que se estrenó en Oslo el 24 de febrero de 1876. Esta pieza fue finalmente incluida como final de la Peer Gynt suite n.º 1, op. 46. Los arreglos fueron hechos por Erasure.

Sometimes, Oh L'Amour, Heavenly Action, Sexuality fueron escritas por Clarke/Bell.

Who Needs Love Like That fue escrita por Vince Clarke.

Gimme Gimme Gimme es un cover del tema de Abba -compuesto por (Andersson/Ulvaeus)- que viene precedido por un fragmento de Money, Money, Money, otro tema de ABBA, compuesto por (Andersson/Ulvaeus/Anderson).

## Video
El video musical, dirigido por Gerard de Thame, muestra a Andy Bell y Vince Clarke bailando con estrellitas en sus manos y rodeados de instrumentos musicales.

## Datos adicionales
It Doesn't Have to Be tiene una puente cantada en suajili, idioma que se habla en la costa de África Oriental.

It Doesn't Have to be fue utilizada para promocionar el evento de caridad "Sport AId 1987" y, para tal efecto, la parte de la letra en suajili fue reemplazada por otra letra alusiva.